# Brachypeza errans
Brachypeza errans är en tvåvingeart som först beskrevs av Garrett 1925.  Brachypeza errans ingår i släktet Brachypeza och familjen svampmyggor.
Artens utbredningsområde är New York. Inga underarter finns listade i Catalogue of Life.